# Hyundai Aslan

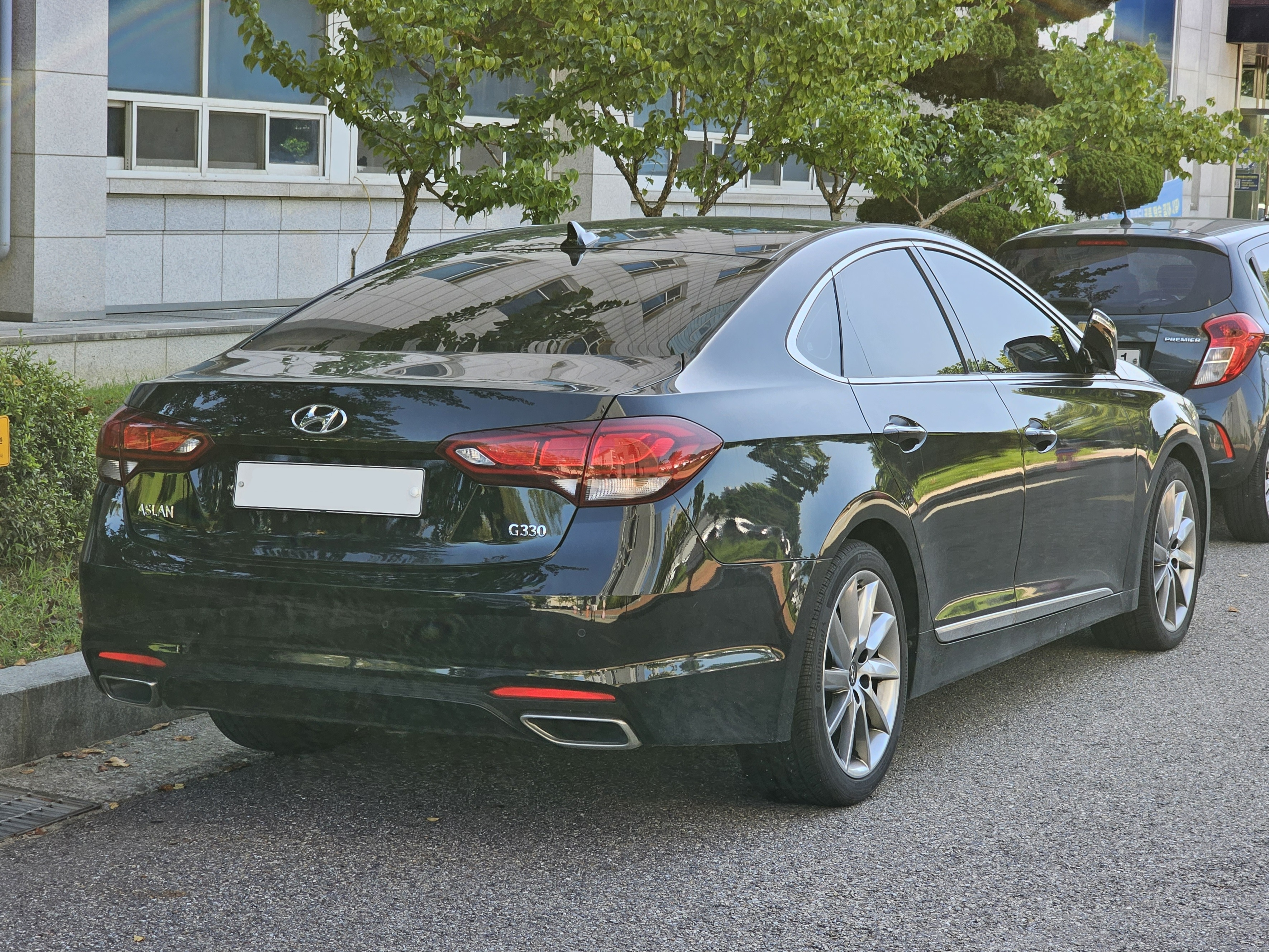
Heckansicht

Der Hyundai Aslan ist eine Limousine der oberen Mittelklasse der Hyundai Motor Company. Er wurde Ende 2014 in Südkorea präsentiert und ist die Serienversion der Studie Hyundai AG. Der Aslan teilt sich die Frontantriebsplattform mit dem Hyundai Sonata, Hyundai Grandeur und Kia Cadenza.

## Motorisierungen
Der Aslan war zum Marktstart mit zwei V6-Benzinmotoren erhältlich;
- 3,0 Liter Lambda II V6 (bekannt aus Hyundai Grandeur) mit 199 kW (270 PS)
- 3,3 Liter Lambda II V6 (bekannt aus Hyundai Grandeur, Hyundai Genesis) mit  216 kW (294 PS)

## Technische Besonderheiten
Alle Benzinmotoren haben variable Steuerzeiten der Nockenwelle, was den Benzinverbrauch bei gleichzeitig höherer Leistung senkt.
Der Hyundai Aslan ist gegen Aufpreis mit folgenden Merkmalen erhältlich:
- Sechs-Stufen-Automatik Shiftronic 6-speed (3,0-l- und 3,3-l-Sechszylinder; von Aisin Seiki): höherer Komfort und geringerer Verbrauch, da der Motor mehr Übersetzungen zur Verfügung hat und so mehr in optimalen Drehzahlbereichen arbeiten kann
- Abstandsregeltempomat Smart Cruise Control: Das Auto hält automatisch (per Radar) einen vorgegebenen Abstand zum vorausfahrenden Fahrzeug ein
- Adaptives und statisches Kurvenlicht: Scheinwerfer lenken in der Kurve mit und leuchten so die Straße besser aus
- Hinterradantrieb und Frontmotor: Teurer als Frontmotor und -antrieb, verbessert aber das Handling und verhindert Antriebseinflüsse in der Lenkung; außerdem ist Frontmotor und -antrieb in dieser Klasse aufgrund der oben beschriebenen, technisch bedingten Nachteile schwer zu verkaufen (beinahe alle bereits erwähnten Konkurrenten verfügen über Hinterradantrieb)
- Elektronisch gesteuerte aktive Kopfstütze: Bisher nur bei einigen Mercedes-Benz-, BMW- und Lexus-Modellen erhältlich; stellt eine Weiterentwicklung des bisherigen mechanischen Systems dar und vermindert die Gefahr eines Schleudertraumas durch kürzere Auslösezeiten effektiver
- Infotainmentsystem von Harman/Becker Automotive Systems mit zentralem Multimedia-Dreh-Drück-Schiebe-Steller/Controller (entspricht ungefähr dem iDrive von BMW, dem MMI von Audi oder dem Comand von Mercedes) und vereint verschiedene Fahrzeugfunktionen, die für den Betrieb des Autos nicht notwendig sind, in einer zentralen Bedieneinheit, welche meist ein oben beschriebener Controller darstellt. In Verbindung mit einem in oder oberhalb der Mittelkonsole installierten Bildschirm (beim Aslan auf Höhe der Armaturen angebracht), der die Navigation durch die Menüs ermöglicht, wird die Anzahl der Tasten stark verringert
- Verstellbare Stoßdämpfer: Der Fahrer kann zwischen drei verschiedenen Fahrmodi (meist Komfort, Normal, Sport) wählen und auf diese Weise die Abstimmung des Fahrzeugs (Komfort, Seitenneigung, Agilität …) feinjustieren
- EPB (elektrische Parkbremse) der Fa. Küster ACS

## Sicherheit
Folgende, teils bereits erwähnte Ausstattungsmerkmale des Hyundai Aslan verbessern die aktive Sicherheit:
- ABS (Antiblockiersystem): Verhindert das Blockieren der Räder bei einem Bremsvorgang und erhält so die Lenkbarkeit des Fahrzeugs
- ESC (Elektronisches Stabilitätsprogramm): Wertet die Radumdrehungen der einzelnen Räder pro Zeitspanne aus und erkennt ein drohendes Übersteuern beziehungsweise Untersteuern und wirkt diesen instabilen Fahrzuständen durch gezielte Bremseingriffe an 1–3 Räder(n) sowie durch Drosselung der Motorleistung entgegen
- Kurvenlicht: Sensoren erkennen den Betrag des Lenkeinschlages und die Hauptscheinwerfer lenken dementsprechend elektronisch und bis zu einem Winkel von 15° die Kurve besser aus; Vorteil: Weniger wichtige Bereiche außerhalb der Fahrbahn werden nicht mehr beleuchtet, wichtige, zuvor unbeleuchtete Dinge wie zum Beispiel Wildtiere auf einer Landstraße werden früher erkannt.
- SCC (Smart Cruise Control; Abstandsregeltempomat): Entspricht ungefähr dem ACC von Mercedes-Benz; das Fahrzeug „erkennt“ per Radar den Abstand zum vorausfahrenden Fahrzeug und passt ihn dem zuvor eingestellten Sollwert durch Bremseingriffe an, Auffahrgefahr wird vermindert
- TCS (Traction Control System Traktionskontrolle): Wertet die Radumdrehungen der einzelnen Räder pro Zeitspanne aus und erkennt Schlupf (beispielsweise verursacht durch glatten Untergrund) und versucht, die Antriebskraft des durchdrehenden Rades auf ein Rad mit höherer Traktion umzuleiten. Falls das nicht möglich ist (zum Beispiel auf Eis), erfolgt je nach Programmierung früher oder später ein Bremseingriff; aufgrund der Funktion und der dafür benötigten Komponenten ist das TCS stark mit dem ESP verknüpft

Passive Sicherheit:
- Acht Airbags: Zwei Front-, vier Seiten- und zwei über alle Sitzreihen reichende Kopf- oder sogenannte Windowbags
- Elektronisch gesteuerte aktive Kopfstützen für die Frontpassagiere: Vermindert die Gefahr eines Schleudertraumas bei einem Heckaufprall durch „Entgegenkommen“ der Kopfstützen
- Seitenaufprallschutz: Verstrebungen aus hochfestem Stahl in allen vier Türen; Seite wird stabiler, das Auto hält einem Seitenaufprall besser stand, Überlebensraum der Insassen wird erhalten
- Sicherheitsfahrgastzelle: Stellt die Karosserie des Fahrzeugs ohne Knautschzonen dar, welche im Falle eines Zusammenstoßes zusammengedrückt werden; hat vor allem die Aufgabe, den Überlebensraum der Fahrzeuginsassen zu wahren und Verletzungen durch in den Fahrgastraum gedrückte Fahrzeugteile zu verhindern